# Песня любви
«Песня любви» (англ. A Love Song) — американский художественный фильм 2022 года, режиссёрский дебют Макса Уокера-Сильвермана с Дейл Дикки и Уэсом Стьюди в главных ролях. Был доброжелательно встречен критиками.

## Сюжет
Главные герои фильма — Лито и Фэй, уже немолодые люди, которые любили друг друга, когда были подростками. Потеряв своих супругов, они встречаются в кемпинге на берегу озера, и к ним на время возвращаются былые чувства. Герои проводят ночь вместе. Наутро Лито говорит Фэй, что не может начать с ней романтические отношения. Фэй смиряется со своим разочарованием и советует Джен, соседке по кемпингу, выйти замуж и наслаждаться жизнью, пока не поздно.

## В ролях
- Дейл Дикки — Фэй
- Уэс Стьюди — Лито
- Мишель Уилсон — Джен
- Бенджа К. Томас — Мэри
- Джон Уэй
- Марти Грэйс Дэннис
- Сэм Энгбринг
- Грегори Хоуп
- Джесси Хоуп

## Релиз и оценки
Премьерный показ «Песни любви» состоялся 20 января 2022 года на кинофестивале «Сандэнс». 12 февраля картину показали на 72-м Берлинском кинофестивале, 13 июня — на кинофестивале «Трайбека». 29 июля она вышла в театральный прокат в США.
Фильм был очень доброжелательно встречен критиками, многие ставили его в один ряд с «Землёй кочевников» — одной из лучших картин 2021 года. На сайте-агрегаторе отзывов Rotten Tomatoes «Песня любви» получила рейтинг 95 % со средней оценкой 7,7 из 10. Она была номинирована на премию «Независимый дух».